# Albanian Ferries
La Albanian Ferries è stata una compagnia di navigazione albanese.

## Storia
Se hai deciso di raggiungere la tua destinazione via mare con Albanian Ferries potrai prenotare biglietti da e verso l'Albania. Albanian Ferries infatti e il motore di ricerca dove si possono prenotare biglietti online in maniera facile e veloce. 

## Flotta
| Nome            | Bandiera | Immagine | Anno di costruzione | Stazza | Lunghezza | Larghezza | Capacità passeggeri | Capacità veicoli | Velocità in nodi | Note                                        |
| --------------- | -------- | -------- | ------------------- | ------ | --------- | --------- | ------------------- | ---------------- | ---------------- | ------------------------------------------- |
| Adriatica King  |          |          | 1989                | 10.977 | 122,88 m  | 19,4 m    | 800                 | 276              | 17               | Attuale Sansovino della compagnia Siremar   |
| Adriatica Queen |          |          | 1974                | 10.002 | 153,7 m   | 22,3 m    | 1.500               | 300              | 18               | Demolita ad aprile 2014 ad Aliağa (Turchia) |

## Rotte
L'unica rotta servita era quella da Bari verso Durazzo